# Rachel Owen
Rachel Mary Owen (30 de Novembro de 1968 – 18 de Dezembro de 2016) foi uma fotógrafa britânica, designer de impressão e palestrante de literatura medieval italiana. Ela foi esposa do vocalista do Radiohead, Thom Yorke.
Owen nasceu em Cardiff, no País de Gales.  Ela graduou-se em italiano e Belas Artes (Pintura), especializada em gravura, da Universidade de Exeter. Nos anos 90 ela viveu em Poggetto com dois estudantes e estudou pintura na Accademia di Belle Arti de Florença, onde se apaixonou pelo trabalho de Dante. Em 2001, Owen recebeu um PhD da Universidade de Londres, onde sua pesquisa foi sobre as ilustrações da Divina Comédia de Dante Alighieri. 
Owen foi professora de italiano com foco na literatura medieval italiana, onde examinou a ilustração e sua recepção na Divina Comédia de Dante. Ela ensinou história da arte e Estudos sobre Dante na Universidade de Oxford. Ela também era designer de impressão de belas artes, e membro da Cooperativa de Designers de Impressão de Oxford. Ela misturou fotografia com gravura e seu trabalho explorou ideias de transformação usando impressões fotográficas. Sua obra de arte foi usada na capa do single Radiohead, de 1993, "Pop Is Dead", incluído no relançamento de seu álbum de estreia, Pablo Honey.
Owen morreu de câncer em 18 de dezembro de 2016, aos 48 anos. O Radiohead dedicou a reedição de 2017 do OKNOTOK de seu álbum de 1997, OK Computer, à sua memória.